# Carenzia
Carenzia is een geslacht van weekdieren uit de klasse van de Gastropoda (slakken).

## Soorten
- Carenzia acanthodes Marshall, 1991
- Carenzia carinata (Jeffreys, 1877)
- Carenzia fastigiata Marshall, 1983
- Carenzia inermis (Quinn, 1983)
- Carenzia melvilli (Schepman, 1909)
- Carenzia nitens Marshall, 1991
- Carenzia ornata Marshall, 1991
- Carenzia serrata B. A. Marshall, 1991
- Carenzia trispinosa (Watson, 1879)
- Carenzia venusta Marshall, 1983